# Фікціоналізм
Фікціоналі́зм (від лат. fictio — «вигадка») — філософська концепція, за якою твердження, які сприймаються як уявлення про світ, насправді «начебто реальні», тобто фікція (ілюзія).
Автор концепції Файхінгер у XIX ст. висунув ідею, що будь-яка людська діяльність заснована на фікціях — уявленнях, яким насправді ніщо не відповідає; виправдані вони лише з погляду їх практичного застосування. Файхінгер вважав, що мислення завжди рухається манівцями, тому змушене вдаватися до фікцій: свідомий відхід від дійсності часто сприяє ефективнішому досягненню практичної мети.
Принципи фікціоналізму застосовано в конвенціоналізмі.
Близькі погляди розвивали представники прагматизму, які пропонували вважати критерієм істинності практичну користь.

## Дивитися також
- Метафікціоналізм